# Грайф, Михаэла
Михаэ́ла Грайф (нем. Michaela Greif; род. 1972) — немецкая кёрлингистка.
В составе женской команды Германии участница чемпионата мира 1994 и чемпионата Европы 1993. Чемпионка Германии среди женщин (1994).

## Команды
| Сезон   | Четвёртый       | Третий                   | Второй                   | Первый           | Запасной      | Турниры            |
| ------- | --------------- | ------------------------ | ------------------------ | ---------------- | ------------- | ------------------ |
| 1988—89 | Simone Vogel    | Кристина Халлер          | Хайке Вилендер           | Сабина Белькофер | Михаэла Грайф | ЧМЮ 1989 (7 место) |
| 1993—94 | Йозефине Айнсле | Петра Чеч-Хильтенсбергер | Элизабет Лендле          | Карин Фишер      | Михаэла Грайф | ЧЕ 1993 (6 место)  |
| 1993—94 | Йозефине Айнсле | Михаэла Грайф            | Петра Чеч-Хильтенсбергер | Сабина Вебер     | Карин Фишер   | ЧГЖ 1994           |
| 1993—94 | Йозефине Айнсле | Михаэла Грайф            | Карин Фишер              | Элизабет Лендле  | Сабина Вебер  | ЧМ 1994            |

(скипы выделены полужирным шрифтом)

## Достижения
- Чемпионат мира по кёрлингу среди женщин: бронза (1994).
- Чемпионат Германии по кёрлингу среди женщин: золото (1994).